# تاولیراجو
تاولیراجو (به اسپانیایی: Taulliraju) یک کوه در پرو است که در منطقه انکاش واقع شده‌است. تاولیراجو ۵٬۸۳۰ متر بالاتر از سطح دریا واقع شده‌است.